# Milovan Đilas
Milovan Đilas o Milovan Djilas (en serbi, en alfabet ciríl·lic, Милован Ђилас) (Polja, Imperi Austrohongarès, actualment Montenegro, 1911 - ? 1995) fou un polític revolucionari i escriptor. Va estudiar dret en la Universitat de Belgrad, on va adoptar el marxisme i posteriorment va ser empresonat durant tres anys per les seves activitats polítiques contra la monarquia i torturat. Era llavors bon amic de Josip Broz Tito. Des de 1940 va ser membre del politburó del Partit Comunista de Iugoslàvia.
Va lluitar al costat dels partisans de Tito durant la Segona Guerra Mundial, va ocupar nombrosos càrrecs importants en el govern iugoslau de postguerra i va ser un decidit partidari de la ruptura de Tito amb Stalin en 1948. Cap a 1953 va ser vicepresident de Iugoslàvia i president de l'Assemblea Nacional. Es pensava que seria el successor de Tito. No obstant això, les crítiques de Djilas a la burocràcia comunista li van dur a perdre tots els seus càrrecs i a l'expulsió del partit en 1954.
Va ser empresonat en 1956. Després de la publicació a Occident de la seva obra La Nova Classe (1957), exposició de la jerarquia comunista, la seva sentència va ser augmentada. A “Terra sense justícia” (1959), va exposar les condicions que vivia Montenegro abans de la revolució i que van provocar com resposta el moviment comunista. Les seves “Converses amb Stalin” (1962) li van costar altres quatre anys de presó. Finalment fou amnistiat en 1966, però va continuar escrivint i publicant.
Entre els seus altres llibres, destaquen els seus “Memòries” (1958-1973); “La Societat Imperfecta” (1969); la “biografia de Tito” (1980) i “El deixeble i l'heretge” (1989).
En els seus últims anys, Djilas es va acostar a les idees del socialisme democràtic, sense abandonar les seves idees marxistes en la dècada de 1980. Poc abans de la desaparició de la Unió Soviètica en 1991 i de la reunificació alemanya de 1990, Djilas va alertar contra la creixent amenaça del nacionalisme extremista, barrejat amb xenofòbia, com a eina de poder que "causaria danys enormes en el futur proper" als països d'Europa Oriental. Amb la desintegració de Iugoslàvia a partir de 1991, i durant les guerres que van seguir, Djilas va condemnar el xovinisme de les diverses ètnies que lluitaven al país, atacant a el règim de Slobodan Milošević,

## Obres
- Nova klasa. Kritika savremenog komunizma (La nova classe. Crítica a la burocràcia del comunisme, 1958)
- Zemlja bez pravde(Terra sense justícia, 1959)
- Razgovori sa Staljinom (Converses amb Stalin, 1962)
- Nesavršeno Društvo (La societat imperfecta, 1969)
- Tito-Priča iznutra (Biografia de Tito, 1980)
- Uspon i pad (Deixeble i heretge, 1988)